# 天主教德安富內斯自治監督區
天主教德安富內斯自治監督區（拉丁語：Praelatura Territorialis Funesiopolitan）是阿根廷一個羅馬天主教自治監督區，屬科爾多瓦總教區。
監督區成立於1980年1月25日，包括科爾多瓦省北部四縣。2004年有教友53,534人（佔轄區總人口90.0%）、八個堂區、十三名司鐸。現任監督為奧雷里奧·孔恩·赫根勒特爾。